# Katie Kissoon
Katie Kissoon (* 11. března 1951 Port of Spain, Trinidad a Tobago), vlastním jménem Katherine Farthing, je britská zpěvačka trinidadského původu. V 70. letech byla známá se svým bratrem Macem jako popové duo Mac and Katie Kissoon, které vydalo několik úspěšných singlů. Ve druhé polovině 70. let již oba působili jako studioví hudebníci, jako vokalisti byli členy kapely Jamese Lasta, kde Mac Kissoon zpívá doposud.
Katie Kissoonová působila jako doprovodná zpěvačka Vana Morrisona (od 1978), Rogera Waterse (od 1984), Eltona Johna (1985), Erica Claptona (od 1986), George Harrisona (1991), Pet Shop Boys (1994) a Robbieho Williamse (od 2002).
S Rogerem Watersem začala spolupracovat již v roce 1984, zpívala na jeho debutovém sólovém albu The Pros and Cons of Hitch Hiking a na následujícím turné. Rovněž se podílela na dalších Watersových deskách Radio K.A.O.S. (včetně turné) a Amused to Death. V letech 1999–2002 zpívala na Watersově koncertním turné In the Flesh, stejně jako v letech 2006 a 2007 na turné The Dark Side of the Moon Live. Několika přidaných koncertů v roce 2008 se již nemohla zúčastnit a byla nahrazena Sylvií Mason-Jamesovou.